# Euchorthippus choui
Euchorthippus choui är en insektsart som beskrevs av Zheng, Z. 1980. Euchorthippus choui ingår i släktet Euchorthippus och familjen gräshoppor. Inga underarter finns listade i Catalogue of Life.